# Oatari Tanukigoken
Oatari Tanukigoten  大当り狸御殿 (Oatari tanukigoten?), conosciuto anche col titolo The Badger Palace o The Princess of the Badger Palace, è un film del 1958 di Kōzō Saeki.
Prodotto da Kazuo Okawa, fra i tecnici dello staff annoverava Kanji Nakano e Kazuo Shimomura.